# Orlando Titans
Orlando Titans – zawodowa drużyna lacrosse grająca w National Lacrosse League od sezonu 2010 w dywizji wschodniej. Do roku 2003 nazywała się New York Saints, natomiast do 2009 New York Titans. Obecna nazwa obowiązuje od sezonu 2010.

## Informacje
- Data założenia: 2009
- Trener: Ed Comeau
- Manager: Timothy Kelly
- Arena: Amway Arena
- Barwy: pomarańczowo-niebieskie

## Osiągnięcia
- Champion’s Cup: -
- Mistrzostwo dywizji: -

## Skład
| Numer | Imię i nazwisko | Pozycja   | Wiek | Szkoła                        |
| 3     | Matt Alrich     | Zmiennik  | 28   | University of Delaware        |
| 5     | Mike Ammann     | Obrońca   | 23   | University of Albany          |
| 4     | Steve Ammann    | Obrońca   | 23   | University of Albany          |
| 41    | Bryan Barrett   | Obrońca   | 31   | University of Delaware        |
| 6     | Jeff Bigas      | Obrońca   | 26   | Salisbury University          |
| 14    | Ryan Boyle      | Napastnik | 27   | Princeton University          |
| 61    | Matt Brown      | Napastnik | 26   | Denver University             |
| 7     | Marc Burton     | Napastnik | 26   | Adelphi University            |
| 11    | Keith Cromwell  | Napastnik | 30   | Rutgers University            |
| 40    | Matt Danowski   | Napastnik | 24   | Duke University               |
| 90    | Michael Evans   | Obrońca   | 22   | Johns Hopkins University      |
| 17    | Bill Greer      | Obrońca   | 28   | University of Western Ontario |
| 44    | Jordan Hall     | Napastnik | 25   | University of Delaware        |
| 91    | Dan Hardy       | Napastnik | 22   | Syracuse University           |
| 92    | Ryan Learn      | Napastnik | 21   | Niagara College               |
| 34    | Ryan Maciaszek  | Obrońca   | 25   | Nazareth College              |
| 42    | Pat Maddalena   | Napastnik | 31   | Brock University              |
| 93    | Ryan McCafferty | Napastnik | 23   | Elizabethtown College         |
| 19    | Mike McLellan   | Napastnik | 28   | Mercyhurst College            |
| 16    | Pat Merrill     | Obrońca   | 30   | Mercyhurst College            |
| 21    | Erik Miller     | Bramkarz  | 38   | Salisbury Universit           |
| 2     | Brendan Mundorf | Napastnik | 25   | UMBC                          |
| 94    | Kenny Nims      | Napastnik | 22   | Syracuse University           |
| 56    | John Orsen      | Zmiennik  | 25   | Hofstra University            |
| 12    | Jarett Park     | Zmiennik  | 27   | Syracuse University           |
| 20    | Greg Peyser     | Zmiennik  | 26   | Johns Hopkins                 |
| 18    | Stephen Peyser  | Obrońca   | 23   | Johns Hopkins                 |
| 22    | Casey Powell    | Napastnik | 33   | Syracuse University           |
| 24    | Rory Smith      | Obrońca   | 22   | York University               |
| 77    | Dave Stilley    | Obrońca   | 35   | Duke University               |
| 48    | Matt Vinc       | Bramkarz  | 27   | Canisius College              |
| 1     | Kurtis Wagar    | Bramkarz  | 24   | Brock University              |
| 10    | Matt Zash       | Obrońca   | 26   | Duke University               |